# Pranzac
Pranzac település Franciaországban, Charente megyében. Lakosainak száma 885 fő (2022. január 1.). Pranzac Bunzac, Chazelles, Mornac és Moulins-sur-Tardoire községekkel határos.

## Népesség
A település népességének változása:
| Lakosok száma | 629  | 790  | 874  | 876  | 910  | 910  | 903  | 898  | 902  | 885  |
|               | 1968 | 1982 | 1990 | 2006 | 2013 | 2015 | 2017 | 2019 | 2020 | 2022 |